# Liste der Beiträge für den besten fremdsprachigen Film für die Oscarverleihung 1974
Die folgenden 20 Filme, alle aus verschiedenen Ländern, waren Vorschläge in der Kategorie Bester fremdsprachiger Film für die Oscarverleihung 1974. Die hervorgehobenen Titel waren die fünf letztendlich nominierten Filme, welche aus den Ländern Frankreich, Israel, Niederlande, Schweiz und Westdeutschland stammen. Der Oscar ging zum zweiten Mal in Folge an Frankreich, ausgezeichnet wurde der Film Die amerikanische Nacht (La Nuit américaine) des Regisseurs François Truffaut.
Finnland und Ostdeutschland debütierten erstmals mit ihrem Filmbeitrag für diesen Preis.

## Beiträge
| Land                            | Deutscher Verleihtitel                                | Sprache(n)     | Originaltitel                                    | Regisseur(e)                   | Ergebnis        |
| ------------------------------- | ----------------------------------------------------- | -------------- | ------------------------------------------------ | ------------------------------ | --------------- |
| Ägypten                         | Das Imperium M                                        | Arabisch       | إمبراطورية ميم (Emberatoriet meem)               | Hussein Kamal                  | Nicht Nominiert |
| Brasilien                       | Joao und das Messer                                   | Portugiesisch  | João en het mes                                  | George Sluizer                 | Nicht Nominiert |
| Finnland                        | Die Erde ist unser sündiges Lied                      | Finnisch       | Maa on syntinen laulu                            | Rauni Mollberg                 | Nicht Nominiert |
| BR Deutschland                  | Der Fußgänger                                         | Deutsch        | Der Fußgänger                                    | Maximilian Schell              | Nominiert       |
| Deutsche Demokratische Republik | Der Dritte                                            | Deutsch        | Der Dritte                                       | Egon Günther                   | Nicht Nominiert |
| Frankreich                      | Die amerikanische Nacht                               | Französisch    | La Nuit américaine                               | François Truffaut              | Gewonnen        |
| Indien                          | Saudagar                                              | Hindi          | सौदागर (Saudagar)                                  | Sudhendu Roy                   | Nicht Nominiert |
| Israel                          | Das Haus in der dritten Straße                        | Hebräisch      | בית ברחוב שלוש (Ha-Bayit Berechov Chelouche)     | Moshé Mizrahi                  | Nominiert       |
| Japan                           | Belagerungszustand                                    | Japanisch      | 戒厳令 (Kaigenrei)                               | Yoshishige Yoshida             | Nicht Nominiert |
| Jugoslawien                     | Die fünfte Offensive – Kesselschlacht an der Sutjeska | Serbokroatisch | Sutjeska                                         | Stipe Delić                    | Nicht Nominiert |
| Mexiko                          | Reed – Mexiko in Aufruhr                              | Spanisch       | Reed, México insurgente                          | Paul Leduc                     | Nicht Nominiert |
| Niederlande                     | Türkische Früchte                                     | Niederländisch | Turks fruit                                      | Paul Verhoeven                 | Nominiert       |
| Polen                           | Copernicus                                            | Polnisch       | Kopernik                                         | Ewa Petelska, Czesław Petelski | Nicht Nominiert |
| Rumänien                        | Veronica                                              | Rumänisch      | Veronica                                         | Elisabeta Bostan               | Nicht Nominiert |
| Schweiz                         | Die Einladung                                         | Französisch    | L'Invitation                                     | Claude Goretta                 | Nominiert       |
| Sowjetunion                     | Befreiung                                             | Russisch       | Освобождение (Oswoboschdenije)                   | Juri Oserow                    | Nicht Nominiert |
| Spanien                         | Die Stumme                                            | Spanisch       | Habla, mudita                                    | Manuel Gutiérrez Aragón        | Nicht Nominiert |
| Südkorea                        | Biryeonui beongeori samyong                           | Koreanisch     | 비련의 벙어리 삼용 (Biryeonui beongeori samyong) | Byeon Jang-ho                  | Nicht Nominiert |
| Tschechoslowakei                | Hitler – Die Tage des Verrats                         | Tschechisch    | Dny zrady                                        | Otakar Vávra                   | Nicht Nominiert |
| Ungarn                          | Fotografie                                            | Ungarisch      | Fotográfia                                       | Pál Zolnay                     | Nicht Nominiert |